# 真堂藍
真堂 藍（しんどう らん、1975年1月12日 - ）とは、日本の元女優。主に舞台で活動した。岩手県盛岡市出身（アメリカ出身という資料も有る）。

## 来歴
坂東玉三郎が主宰する「東京コンセルバトリー」で演技を学び、1998年に「劇団NLT」に入団した。
2007年に引退。

## 人物
- 身長・体重 - 159 cm・47 kg
- 血液型 - O型
- 特技・趣味 - 朗読

## 出演

### テレビドラマ
- 先生のお気に入り （1991年6月 - 9月、TBS）
私立芝浦芸術高校2年C組ダンス科の生徒・松本あん役
- 海を渡った人形大使 （テレビ岩手）

### 舞台
- ふりあめりかに袖はぬらさじ （1991年・1993年、新橋演舞場・八千代座ほか）
- 演劇集団アーリータイムリーズ公演 『クローズ・ユア・アイズ 〜ライカでグットバイ〜』
（1992年8月4日 - 15日、神田パンセホール）
- 劇団NLT公演　マダム・バブル 〜億万長者と再婚する法!?〜
（1992年10月3日 - 11月1日、銀座セゾン劇場）
- ロレンザッチョ （1993年）
- 劇団NLT公演　カラミティ・ジェーン 〜西部の女の一生〜
（1993年10月6日 - 11月14日、銀座セゾン劇場）
- 坂東玉三郎公演　天守物語 （1994年2月2日 - 23日、銀座セゾン劇場） 富姫の侍女の女郎花役
- 双頭の鷲
（1994年8月5日 - 14日：新神戸オリエンタル劇場、8月18日：名古屋市民会館中ホール、8月27日 - 9月25日：ベニサンピット）
- 女人哀詞 （1995年、日生劇場）
- たぬき御殿 （1996年、新橋演舞場）
- 劇団NLT公演　喜劇四幕 マカロニ金融
（1998年9月9日 - 15日、2000年、俳優座劇場）
- 劇団NLT公演　バタフライはフリー 〜愛は瞳の中に〜
（俳優座劇場、1999年5月12日 - 16日：ウッディシアター中目黒、2004年3月1日：飯田文化会館、他多数…） ジル役
- 劇団NLT公演　毒薬と老嬢 （1999年）
- 劇団NLT公演　明日は天気 （2001年）
- パルコ／劇団NLT提携公演　幸せの背くらべ
（2001年2月25日：かめありリリオホール、2003年10月8日 - 26日：ル テアトル銀座、11月6日 - 9日：大阪シアター・ドラマシティ）
- 暗くなるまで待って 〜Wait Until Dark〜
（2001年10月18日、岩手・プラザおでって「おでってホール」） グローリア役
- ルナ （公演詳細不明）
- 楡の木陰の欲望 （2004年10月18日 - 31日、シアター1010） 若い娘役
- 劇団NLT公演　オスカー （2007年11月16日 - 21日、俳優座劇場）
- 劇団NLT公演　マグノリアの花たち （2007年9月20日 - 24日、博品館劇場）

### CM
- アスティ前沢

### 雑誌
- SPA! （1992年7月15日号、扶桑社） 今井麻音子と共に掲載